# Плівка-підкладка
Плі́вка-пі́дкладка (англ. support film) — тонка плівка з пластмаси або вуглецю, що наноситься на сітку для підтримки зразка, розміщеного над нею. Сітка (англ. grid) — це металеві диски, на яких розміщуються зразки для трансмісійної електронної мікроскопії (ТЕМ). Найчастіше сітки виготовляють з міді, але також використовують сітки з інших металів, таких як золото, нікель, платина або сплави, як платина-паладій тощо. Тільки ці сітки можуть бути вставлені в камеру для зразка електронного мікроскопа (ЕМ).

## Типи плівок-підкладок

### Пластмасові плівки-підкладки
Пластмасові плівки-підкладки розкладаються електронним пучком і мають тенденцію до дрейфу протягом перших секунд опромінення. Проте, зазвичай вони забезпечують достатню стабілізацію для ультратонких зрізів зразків, залитих смолами. Загалом, пластмасові плівки не підходять для візуалізації зразків, що потребують високої роздільної здатності. Навіть формварові та з вуглецевим покриттям (вуглецеве покриття стабілізує структуру пластмасових плівок). Формвар є найбільш широко використовуваним матеріалом для виготовлення плівок-підкладок для трансмісійної електронної мікроскопії, інші численні пластмасові матеріали підходять, особливо коли фізичні властивості плівки-підкладки (а отже, взаємодія між плівкою-підкладкою та зразком) повинні змінюватись. Ці плівки базуються на, наприклад, колодії (розчинник: ізоамілацетат), ацетилцелюлозі (розчинник: ацетон, етилацетат), метилметакрилаті (розчинник: хлороформ) або полістирені (розчинник: бензен).

### Вуглецеві та пластмасові плівки-підкладки з вуглецевим покриттям
Для виготовлення плівок-підкладок, які безпосередньо адсорбують дрібні зразки, такі як білкові молекули, найчастіше використовують вуглець. Вуглець може випаровуватися in vacuo з утворенням рівномірної аморфної плівки. Для цього необхідна наявність вакуумного випарника (англ. vacuum evaporator). Пластмасові плівки-підкладки з вуглецевим покриттям (англ. carbon-coated plastic support film) та вуглецеві плівки-підкладки (англ. carbon support film) отримують шляхом випаровування і подальшої сублімації вуглецю на пластмасові плівки-підкладки на сітках або на свіжосколену слюду як проміжний носій (для отримання власне вуглецевих плівок-підкладок).

## Застосування у біологічних дослідженнях
Плівки-підкладки слід використовувати лише за крайньої потреби. Ультратонкі зрізи зразків, залитих епоксидними та поліефірними смолами досить міцні, без будь-якої плівки-підкладки, щоб протистояти бомбардуванню електронами. Отже, слід використовувати не покриті сітки (300-400 меш/дюйм) для зрізів зразків, залитих цими смолами, для досягнення контрастності й роздільної здатності та уникнення забруднення. Зрізи щільно прилягають до сіток без підкладок, якщо вони встановлюються на матовій поверхні сітки, сполосканій в ацетоні перед використанням. В нижченаведеній таблиці показано особливості застосування плівок-підкладок в біологічних дослідженнях.
| Ультратонкі зрізи зразків, залитих смолами (товщиною 70-80 нм)   |
| — маленькі зразки (наприклад, поодинокі бактеріальні клітини)    |
| — великі зразки (наприклад, великі агрегати або тканинні зразки) |
| — стрічка серійних зрізів                                        |
| — подальша обробка (наприклад, імуноцитохімічна локалізація)     |

|                                                                              |
| чотирикутні/шестикутні вічка (400 меш/дюйм), мідна                           |
| 100-300 меш/дюйм, мідна                                                      |
| однослотові (англ. single slot), багатослотові (англ. multiple slots), мідна |
| Нікелева                                                                     |